# La soga (pel·lícula de 2009)
La soga és una pel·lícula d'acció dominicana del 2009 dirigida per Josh Crook i protagonitzada per Manny Pérez i Denise Quiñones. Narra la història de Luisito, home valent que arrisca tot per a trobar justícia. La pel·lícula és una història sobre el sistema de rescat en els veïnats als suburbis de República Dominicana i Washington Heights.

## Sinopsi
Explica la història de Luisito, que se suposa que seguirà els passos del seu pare i es convertirà en carnisser. La pel·lícula mostra amb gran detall com s'ensenya al nen sensible a matar i tallar un porc.
De petit, Luisito va presenciar com el seu pare va ser assassinat a trets pel narcotraficant Rafa Díaz durant una discussió sobre una cabra atropellada. Davant l'oportunitat, el noi apunyala un dels homes de Rafa, per la qual cosa acaba a la presó. El general Colon el treu de la presó, anima Luisito a fer el correcte i el compromet a lluitar contra els narcotraficants.
Juntament amb el seu cosí Tavo, l'adult Luisito, ara també conegut com La Soga, treballa a la unitat especial del general Colon. Localitzen criminals i traficants de drogues, que després són assassinats a trets a l'acte sense judici. En Luisito encara està obsessionat amb venjar-se i matar en Rafa. Tot i que continua demanant-ho al general, Rafa no està a la llista del corredor de la mort.
Encara que Luisito és vegetarià, encara treballa com a carnisser. Quan se suposa que ha de matar un porc per a una festa, torna a trobar-se amb la seva estimada de la infància Jenny després de 20 anys. El seu oncle arriba tard a la festa perquè va ser atacat i robat quan anava cap allà. Luisito es fa passar per detectiu i recupera els passaports i les maletes robades.
Quan Luisito i Tavo visiten un pedòfil, Luisito té els seus primers dubtes sobre les ordres del general Colon. Luisito vol deixar la feina. Quan s'agafa un ostatge, la situació s'intensifica i Luisito mata davant de la càmera de televisió un segrestador que ja ha estat detingut. Jenny i Luisito se separen.
Rafa, que estava als EUA, és deportat i torna a la República Dominicana. Luisito irromp a casa d'en Rafa. Quan té l'oportunitat de matar-lo, apareix el seu fill petit. Luisito salva pare i fill. Rafa afirma que després de la seva detenció va donar els diners generals per a la família de Luisito.
El diari diu que La Soga va matar un pare i el seu fill. Luisito vol descobrir la veritat. Contacta amb un periodista i irromp a l'oficina del general Colon per recollir proves. Abans de la seva detenció, Luisito només aconsegueix lliurar les proves a Jenny.

## Repartiment
| Intèrpret       | Personatge    |
| --------------- | ------------- |
| Manny Pérez     | Luisito       |
| Denise Quiñones | Jenny         |
| Juan Fernández  | General Colón |
| Paul Calderón   | Rafa          |
| Hemky Madera    | Tavo          |

## Producció
Manny Perez va escriure i protagonitzar la pel·lícula dirigida per Josh Crook i rodada a Nova York, a Santiago i a la seva propera ciutat natal Baitoa.

## Premis
El 2010 va rebre el premi a la millor pel·lícula a l'Oaxaca FilmFest.

## Taquilla i recepció
El llargmetratge va rebre crítiques diverses i manté una puntuació del 50% "podrida" al lloc web de Rotten Tomatoes. La gran taquilla nacional de la pel·lícula és actualment de 161.832 dòlars.